# 귀족 독신남
《귀족 독신남》(The Adventure of the Noble Bachelor)은 아서 코넌 도일의 56개 셜록 홈즈 단편 소설중 하나이며, 단편집 《셜록 홈즈의 모험》의 열 번째 작품이다. 이 작품은 1892년 4월 스트랜드 잡지(Strand Magazine)에 처음 발표되었다.

## 줄거리

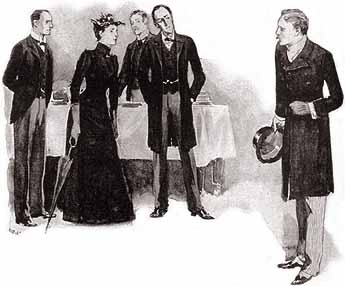
세인트 사이먼 경이 진실을 알게되다.

로버트 세인트 사이먼 경의 신부가 결혼식 당일 사라지는 사건이 발생한다. 그녀는 결혼식을 올린 후 피로연에서 사라진다.
그 사건으로 로버트 경은 매우 당황하는데 신부인 해티 도런 양이 결혼에 매우 의욕적이었기 때문이다. 사이먼 경은 결혼식 직후 신부의 기분이 바뀌었다고 홈즈에게 말했다. 그날 결혼식이 거행된 교회에서 작은 일이 있었다. 그녀가 부케를 떨어뜨렸고 평신도석의 한 신사가 그것을 주워 그녀에게 돌려준 일이 있었다.
잠시후, 피로연장에 신혼부부가 도착하기 전, 사이먼 경의 전 애인이었던 플로라 밀러가 작은 소동을 벌인 후 쫓겨났다. 로버트 경과 해티가 도착한 후, 해티는 그녀의 하녀와 얘기하고 그녀가 사라져 버렸다.
홈즈는 사건을 정확히 파악하게 위해 많은 질문을 했다. 피로연장에 나타난 여자는 누군지? 평신도석의 신사는? 해티와 하이드 파크(Hyde Park)로 간 남자의 정체는? 왜 해티의 웨딩 드레스와 결혼반지가 연못에서 발견되었는지? 그녀에게 무슨 일이 있어났는지?
홈즈에게는 과거 비슷한 사건을 다뤄봤기 때문에 이 사건은 단순한 사건이어서 해결하기가 어렵지 않은 사건이었다. 홈즈는 해티와 평신도석의 낯선 남자를 찾아내고 사건에 관계된 모든 사람들을 부른고, 그 자리에서 해티는 로버트 경에게 모든 사실을 설명한다. 해티와 프랜시스 몰튼(평신도석의 낯선 남자)은 과거 부부사이였다. 프랜시스는 사업이 바빠 아내를 볼 기회가 거의 없었다. 그러던 중 프랜시스가 금광에서 아파치의 공격으로 목숨을 잃었다는 소식을 듣고, 해티는 로버트 경을 만나게 되어 결혼을 결심하게 된다. 비록 그녀의 마음 속에는 프랜시스가 있었지만. 그러나 프랜시스는 죽지 않고 감옥에 갇혀있다가 탈출하여 해티를 수소문하여 런던으로 오게 되어 해티가 결혼을 하게 된 것을 알게 된다. 결혼식장에서 평신도석에 선 그를 해티는 바로 알아차린다. 교회에서 소란을 떠는 대신 그는 조용히 하라는 손짓을 하고 쪽지를 적어 그녀가 떨어뜨린 부케와 함께 그녀에게 전달했다. 그녀는 아무에게도 알리지 않고 가길 바랬지만, 홈즈는 그들을 찾아내 자초지종을 얘기하는 편이 낫다고 설득시킨다. 로버트 경은 해티의 사과를 받아들이지 않는다.
코넌 도일은 결혼식장에서 소동을 벌인 플로라 밀러가 로버트 경의 정부라고 암시했다. 또한 로버트 경은 상호간의 애정이 없이 돈 때문에 해티와 결혼을 했다. 가난한 귀족의 아들이 미국의 상속녀와 결혼하는 것은 빅토리아 여왕과 에드워드 왕 시대에는 흔한 일이었다.
이 작품은 홈즈와 레스트레이드가 내기를 하는 여러 작품 중의 하나이다. 레스트레이드는 홈즈가 미쳤다고 생각하지만 항상 이기는 쪽은 홈즈였다. 레스트레이드는 플로라 밀러가 전해준 "F.H.M"이란 이니셜의 쪽지를 발견하고, 그녀가 해티의 실종에 관련이 있을거라고 생각했다. 그러나 이 이니셜은 "Francis H. Molton"이란 의미였고, 따라서 밀러는 사건의 혼선을 초래하는 전형적인 예이다.